# José de Madrazo y Agudo
Pour les articles homonymes, voir Madrazo.
José de Madrazo y Agudo, né le 22 avril 1781 à Santander et mort le 8 mai 1859 à Madrid, est un peintre espagnol d'histoire et de portraits, graveur à l'eau-forte. Il eut une très grande influence sur l'art espagnol et fut à l'origine d'une dynastie de peintres.

## Biographie
Élève de Gregorio Ferro, il accompagne le roi Charles IV en France, où il devient élève de David.
En 1806, il part à Rome avec son ami Ingres, où il restera jusqu'en 1815.
Le 2 septembre 1809, il épouse à Rome Isabel Kuntz y Valentini, fille du peintre silésien Tadeusz Kuntze. De leur union naîtront trois fils, Federico de Madrazo y Kuntz (1815-1894), Pedro de Madrazo y Kuntz (1816-1898) et Luis de Madrazo (1825-1897).

## Conservation
Le musée du Prado acquiert en 2006 la collection familiale d'Elena Madrazo, descendante de la famille Madrazo. Cette collection est connue sous le nom de « Archivo y colección de obra sobre papel de Elena Madrazo » et contient une correspondance composé de 2 635 lettres des différents membres de la famille, dont José, ainsi que plusieurs livres et dessins écrits ou composés par des membres de la famille. Il y a également l'Inventaire du musée royal de peintures (le Prado) de 1857, une copie de celui qui est conservé dans les archives du musée, ainsi que plus de documents sur divers membres de la famille — en particulier José.